# Bétanine
La bétanine (parfois bétacyanine) est un pigment de couleur rouge du groupe des bétacyanines, une sous-classe des bétalaïnes. C'est un hétéroside de glucose (bétanidine 5-O-glucose), son aglycone est la bétanidine.

## Source
La bétanine est le colorant majoritaire du jus de betterave (de 75 à 95 %), on en trouve aussi dans le figuier de barbarie,,.
| + Tableau 1 : Composition en % (massique) de colorants dans le jus de fruit du figuier de barbarie. |                     |                      |
| Colorants                                                                                           | Jus de fruit orangé | Jus de fruit violacé |
| Indicaxanthine                                                                                      | 0,245%              | 0,022%               |
| Bétanine                                                                                            | 0,027%              | 0,307%               |

Les autres pigments présents dans la betterave sont l'indicaxanthine et la vulgaxanthine.

## Utilisation alimentaire
La bétanine est utilisée comme additif alimentaire et est autorisée au niveau européen sous le code E162. On la trouve plus souvent sous l'appellation "rouge de betterave",.
La bétanine se dégrade au contact de l'oxygène, la lumière et la chaleur, ainsi elle est plutôt utilisée dans les produits congelés, en poudre ou à durée de conservation courte.
La couleur de la bétanine est dépendante du pH, à pH acide (pH 4-5) elle est rouge et tourne progressivement violet-rouge à mesure que le pH monte. À pH alcalin (pH 11-12) la bétanine s'hydrolyse et devient jaune-marron.

## Activité
La bétanine est considérée comme un antioxydant alimentaire et est très bien assimilée par le corps humain. Cependant, 10 à 14 % des humains sont incapables de la décomposer, ce qui colore en rouge leur urine après qu’ils ont mangé de la betterave rouge [réf. nécessaire].